# G-2

El denominado Grupo de los 2 (G-2 o G2) es una propuesta relación informal Estados Unidos y la República Popular China. Originalmente concebido por C. Fred Bergsten como una relación primariamente económica, comenzó a ganar mayor actualidad y alcance entre algunos expertos en relaciones internacionales como un término que reconoce la cada vez mayor centralidad que han estado alcanzando los vínculos sino-estadounidenses durante los últimos años. Para 2009, primer año de gobierno del presidente Barack Obama, este fenómeno de interdependencia bilateral mutua ya había alcanzado un nivel bastante elevado.
Personas que con prominencia han abogado a favor de un eventual G-2 incluyen al antiguo asesor de seguridad nacional estadounidense Zbigniew Brzezinski, al historiador Niall Ferguson, al presidente del Banco Mundial Robert Zoellick y al economista Justin Yifu Lin.
Como los dos países más poderosos e influyentes del mundo, ha habido crecientes fuertes sugerencias dentro de algunos círculos políticos estadounidenses de crear una relación bilateral en forma de una eventual G-2 donde los gobiernos de los Estados Unidos y China trabajarían juntos en la búsqueda de soluciones a algunos problemas globales.

## Historia
El concepto de G-2 fue primeramente propuesto en 2005 por el economista C. Fred Bergsten.
En 2009 el propio Bergsten brindó los siguientes argumentos a favor de tal relación sino-estadounidense:
- “Los dos combinados representaron casi la mitad de todo el crecimiento global durante el auge de cuatro años anterior a la crisis;
- son las dos más grandes naciones en [cuanto al] comercio;
- son los dos más grandes contaminadores;
- están en extremos opuestos del desequilibrio (imbalance) de comercio y financiero más grandes del mundo: Estados Unidos es el país más deficitario y deudor mientras que China es el país más superavitario y tenedor de reservas en dólares;
- y son los líderes de los dos grupos, los países industrializados de altos ingresos y los mercados emergentes/las naciones en desarrollo, que ahora representan cerca de la mitad de la producción global”.[3]

El anteriormente mencionado Brzezinski ha sido un orador a favor del concepto. Públicamente introdujo dicha noción en la capital china de Pekín en enero de 2009, mientras ambos países conmemoraban el trigésimo aniversario del establecimiento de lazos diplomáticos formales, tras un previo acercamiento indirecto a comienzos de la década de 1970 (en el tramo final del régimen de Mao Zedong) a través de la denominada diplomacia del ping-pong.
Él ve al G-2 informal G-2 como útil en la búsqueda de soluciones para la crisis financiera global, el cambio climático (las eventuales respuestas consensuadas frente al calentamiento global), el programa nuclear de Corea del Norte, el programa atómico de Irán, las tensiones indo-pakistaníes, el conflicto árabe-israelí (o más específicamente palestino-israelí), las fuerzas de paz de las Naciones Unidas, la no proliferación nuclear y el desarme atómico.
Llamó a este principio de “armonía” una “misión digna de dos países con el potencial más extraordinario de dar forma a nuestro futuro colectivo”.
Por su parte, el historiador Niall Ferguson también ha abogado a favor del concepto de G-2. Él mismo acuñó el término compuesto Chimerica para describir la simbiótica naturaleza de le relación económica sino-estadounidense
Robert Zoellick, presidente del Banco Mundial y Justin Yifu Lin, economista en jefe y vicepresidente de dicha entidad crediticia internacional, han declarado que el G-2 es crucial para la recuperación económica y que los Estados Unidos y China deben trabajar juntos. Ellos afirman que “sin un fuerte G-2, el G-20 decepcionará”.
Mientras que ha sido ampliamente debatido al respecto, el concepto de G-2 no ha sido definido formalmente del todo. Según Brzezinski, el eventual G-2 describe la realidad mundial actual, mientras que para el Secretario de Relaciones Exteriores británico David Miliband, podría emerger un G-2 en un futuro previsible. En particular, Miliband propone una mayor integración de la Unión Europea como medio para crear un potencial G-3 que -además de consistir de China y de los Estados Unidos- también contenga a Europa. Por su parte, el gobierno chino ha oficialmente declarado que no está de acuerdo con un sistema del tipo G-2 que tome decisiones (inconsultas) a nivel global, sino que prefiere un mundo multipolar. Eso fue lo que el premier Wen Jiabao le dijo al presidente estadounidense Barack Obama durante la visita oficial de este último a China. El propio Obama, junto a la Secretaria de Estado Hillary Clinton han apoyado de muy buena manera el mantenimiento de las buenas relaciones entre ambos países y mayor cooperación frecuente en más temas. El antiguo canciller estadounidense Henry Kissinger ha declarado que la relación entre los Estados Unidos y China sea “llevada a un nuevo nivel”. No obstante, algunos expertos en política internacional no están de acuerdo con la efectividad de un eventual G-2.
El concepto de G-2 ha sido con relativa frecuencia evocado en algunos medios internacionales durante algunas de las principales reuniones bilaterales, tales como el denominado “Diálogo estratégico y económico entre los EE.UU. y China” y visitas de estado así como también durante cumbres globales como las del G-20 o la de Copenhague.